# IL37
IL37 (англ. Interleukin 37) – білок, який кодується однойменним геном, розташованим у людей на короткому плечі 2-ї хромосоми.  Довжина поліпептидного ланцюга білка становить 218 амінокислот, а молекулярна маса — 24 126.
| 10         |  | 20         |  | 30         |  | 40         |  | 50         |
| ---------- |  | ---------- |  | ---------- |  | ---------- |  | ---------- |
| MSFVGENSGV |  | KMGSEDWEKD |  | EPQCCLEDPA |  | GSPLEPGPSL |  | PTMNFVHTSP |
| KVKNLNPKKF |  | SIHDQDHKVL |  | VLDSGNLIAV |  | PDKNYIRPEI |  | FFALASSLSS |
| ASAEKGSPIL |  | LGVSKGEFCL |  | YCDKDKGQSH |  | PSLQLKKEKL |  | MKLAAQKESA |
| RRPFIFYRAQ |  | VGSWNMLESA |  | AHPGWFICTS |  | CNCNEPVGVT |  | DKFENRKHIE |
| FSFQPVCKAE |  | MSPSEVSD   |  |            |  |            |  |            |

A: Аланін

C: Цистеїн

D: Аспарагінова кислота

E: Глутамінова кислота

F: Фенілаланін

G: Гліцин

H: Гістидин

I: Ізолейцин

K: Лізин

L: Лейцин

M: Метіонін

N: Аспарагін

P: Пролін

Q: Глутамін

R: Аргінін

S: Серин

T: Треонін

V: Валін

W: Триптофан

Кодований геном білок за функцією належить до цитокінів. 
Задіяний у таких біологічних процесах як поліморфізм, альтернативний сплайсинг. 
Локалізований у цитоплазмі, ядрі.
Також секретований назовні.